# NGC 2393
NGC 2393 је спирална галаксија у сазвежђу Близанци која се налази на NGC листи објеката дубоког неба.
Деклинација објекта је + 34° 1' 40" а ректасцензија 7h 30m 4,9s. Привидна величина (магнитуда) објекта NGC 2393 износи 14,0 а фотографска магнитуда 14,7. NGC 2393 је још познат и под ознакама UGC 3884, MCG 6-17-14, CGCG 177-27, KUG 0726+341, IRAS 07267+3407, PGC 21154.